# Čisticí písek
Čisticí písek (také pojmenováván jako prášek na nádobí, nebo také prášek na vanu) se používá na odstranění středně hrubých nebo jemných nečistot. Přípravek obsahuje mletý vápenec, sodu a tenzidy.
Na hrubé nečistoty se s pískem používá drátěnka.  Tento úkon je spjat s přípravou mytí nádobí.
Existuje také varianta tekutého čističe, tzv. tekutý písek, což je čisticí krém obsahující i hrubou složku k lepšímu odstranění hrubších nečistot.